# Владимир Гика
Владимир Гика (на румънски: Vladimir Ghika) е румънски католически духовник. Жертва на комунистическия режим, през 2013 година той е обявен за блажен.

## Биография
Роден е на 25 декември 1873 година в Константинопол в семейството на румънския посланик в Османската империя. Произлиза от фанариотския род Гика, като негов дядо е Григоре Александру Гика, последният войвода на Молдовското княжество. Израства в Тулуза, където се премества семейството му през 1878 година.
През 1893 – 1895 година Гика учи политически науки в Парижкия университет, а през 1898 година постъпва в Папския университет „Свети Тома Аквински“ в Рим. През 1902 година приема католицизма, а през 1905 година се дипломира с докторат по богословие.
През 1905 година Владимир Гика се връща в Румъния като светски мисионер. Развива активна обществена дейност, създавайки католическа благотворителна организация, която поддържа първата безплатна болница в страната. През Първата световна война работи в Италия и Франция. През 1923 година е ръкоположен за свещеник във Франция, където остава през следващите години.
През 1939 година Гика се връща в Румъния, като отказва да напусне страната и след установяването на комунистическия режим. През 1952 година е арестуван по време на кампания на властите за създаване на казионна католическа църква, независима от папата.
Подложен на мъчения въпреки преклонната си възраст, Владимир Гика умира на 16 юни 1954 година в затвора в Жилава.